# ATC 코드 J
ATC 코드 J는 ATC 코드에 따른 전신작용 항감염제로 사용되는 약물을 정리한 코드이다.

동물용 의약품을 위한 코드(ATCvet 코드)의 경우 인체의약품 코드 앞에 Q가 들어가게 된다. 예 : QJ. 이 계열 ATCvet 코드 중에는 사람에게 사용되지 않고 동물에게만 사용되는 약물도 포함된다.